# Xenochlorodes magna
Xenochlorodes magna là một loài bướm đêm trong họ Geometridae.